# Pohlia humilis
Pohlia humilis är en bladmossart som beskrevs av Brotherus 1903. Pohlia humilis ingår i släktet nickmossor, och familjen Bryaceae. Inga underarter finns listade i Catalogue of Life.